# Blåfläcksrörbock
Blåfläcksrörbock (Donacia vulgaris) är en skalbaggsart som beskrevs av Zschach 1788. Den ingår i släktet rörbockar och familjen bladbaggar.

## Beskrivning
En liten, avlång skalbagge med en längd på 5,5 till 8 mm. Kroppen är rödbrunt till grönaktigt metallisk; varje täckvinge, som är täckt med svagt utbildade bucklor, har dessutom gärna ett purpur- eller blåfärgat fält nära sömmen mellan täckvingarna. Antenner och ben har rödbruna partier; ovansidan på framskenbenen är  Antennerna och benen är övervägande rödbruna, men den övre delen av de främre skenbenen är i regel till största delen mörk. Honan är större än hanen, men har mera dämpade färger.

## Ekologi
Habitatet utgörs av sjöar och andra mindre vattensamlingar samt långsamma vattendrag, företrädesvis näringsrika vatten. De vuxna skalbaggarna ses vanligast i maj till juli, då de gärna äter på bladen hos igelknoppsarter och kaveldunsarter. Larverna utvecklas under vatten, främst på igelknoppsarter, men även på kaveldun.

## Utbredning
Utbredningsområdet omfattar Mellan- och Nordeuropa från Brittiska öarna, österut över bland annat Norden och Baltikum till östra Sibirien och Japan.
I Sverige finns arten över större delen av landet, men saknas bland annat i fjälltrakterna. I Finland har arten observerats, med luckor, över nästan hela landet upp till mellersta Lappland, men den har fler fynd i söder.
Arten är klassificerad som livskraftig i både Sverige och Finland.